# 릴리 킹 (수영 선수)
릴리 킹(영어: Lilly King)으로 잘 알려진 릴리아 카밀 킹(영어: Lillia Camille King, 1997년 2월 10일~)은 미국의 수영 선수로 주 종목은 평영이다. 2016년 하계 올림픽에서 여자 100m 평영 종목과 400m 혼계영 종목 금메달을 획득했고 2020년 하계 올림픽에서는 여자 200m 평영 종목과 400m 혼계영 종목에서 은메달을 획득했고 100m 평영에서 동메달을 획득했다. 3번째 올림픽인 2024년 하계 올림픽에서는 혼계영 400m 종목에 출전하여 금메달을 획득했다.
현재 여자 평영 100m 롱 코스 부문 세계 기록을 보유하고 있다.